# Porky's Cafe
Porky's Cafe är en tecknad kortfilm från 1942 i serien Looney Tunes regisserad av Chuck Jones med Pelle Pigg i huvudrollen.

## Handling
På ett kafé serverar Pelle mat åt en gäst medan kocken försöker handskas med en myra som hamnat i pannkakssmeten. När Pelle ska servera en stor tårta åt gästen jagar kocken myran ut ur köket och genom kaféet, och de kraschar alla in i varandra.